# Chances (film, 1931)
Pour l’article homonyme, voir Chance (film).
Chances est un film américain réalisé par Allan Dwan avec en vedette Douglas Fairbanks Jr. sorti en 1931.

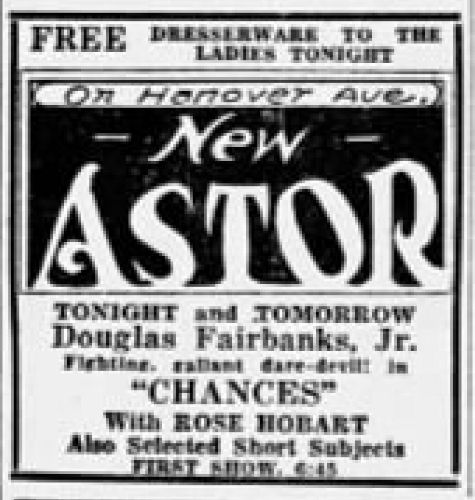
Annonce du film dans la presse.

D'après Douglas Fairbanks, le film a été un succès.

## Fiche technique
- Réalisation : Allan Dwan
- Scénario : Waldemar Young d'après un roman de A. Hamilton Gibbs[2].
- Production : First National
- Photographie : Ernest Haller
- Montage : Ray Curtiss
- Musique : David Mendoza, Oscar Potoker
- Genre : Drame, romance, guerre
- Durée : 72 minutes
- Date de sortie : 18 juillet 1931

## Distribution
- Douglas Fairbanks Jr. : Jack Ingleside
- Rose Hobart : Molly Prescott
- Anthony Bushell : Tom Ingleside
- Holmes Herbert : Major Bradford
- Mary Forbes : Mrs. Ingleside
- Edmund Breon : The General

non crédités :
- Billy Bevan : Cuthbert, Pub Waiter
- Florence Britton : Sylvia
- David Cavendish : Bit
- Tyrell Davis : Archie
- Ethel Griffies : Drunk Flower Vendor
- Ruth Hall : Girl at Party
- Forrester Harvey : Joe
- Mae Madison : Ruth
- Edward Morgan : Lt. Wickham
- Jameson Thomas : Lt. Taylor